# 小野田紗栞
小野田 紗栞（おのだ さおり、2001年12月17日 - ）は、日本の歌手、アイドル。女性アイドルグループつばきファクトリーのメンバー。
静岡県出身（岐阜県生まれ）。アップフロントプロモーション所属。
ハロプロ研修生加入前は、静岡県のローカルアイドルグループぷりんせす♪りぼんで活動していた。

## 略歴
2011年
- 4月25日、BSフジ『We Can☆47』のWe Can☆47メンバーとして準レギュラー出演を開始。番組の最終年度まで出演した。

2014年
- 3月 - 8月、「モーニング娘。'14 ＜黄金(ゴールデン)＞オーディション」で合宿審査に進出するも、落選。
- 10月25日、ハロプロ研修生に加入。
- 11月29日・12月6日・29日、Zepp Nagoya・Zepp Tokyo・森ノ宮ピロティホールにて開催された『ハロプロ研修生 発表会2014〜11・12月の生タマゴShow!〜』にて、浅倉樹々・小片リサ・橋本渚・堀江葵月・島野萌々子・谷本安美・広瀬彩海・井上玲音とともに新メンバーとして紹介された。

2015年
- 10月、静岡朝日テレビ『コピンクス!』10thシーズンのオープニング曲「サヨナラチュー」の歌唱を担当。
- 10月3日 - 12月8日、『モーニング娘。'15 コンサートツアー秋〜PRISM〜』に、一岡伶奈・井上ひかる・船木結・堀江葵月・高瀬くるみとともにオープニングアクトとして参加。

2016年
- 3月 - 4月、『モーニング娘。'16コンサートツアー春〜EMOTION IN MOTION〜』に、加賀楓・橋本渚・小野瑞歩・金津美月・清野桃々姫とともにオープニングアクトとして参加。
- 4月、静岡朝日テレビ『コピンクス!』の後継番組『コピンクスCOSMOS』にて、メインキャラクターの声を担当。
- 4月16日・5月3日・4日・14日、『Juice=Juice LIVE MISSION 220 〜Code3 Special→Growing Up!〜』に、加賀楓・橋本渚・島野萌々子・小野瑞歩・金津美月とともにオープニングアクトとして参加。
- 8月13日、つばきファクトリーに加入。

2017年
- 2月22日、シングル『初恋サンライズ/Just Try!/うるわしのカメリア』でつばきファクトリーとしてメジャーデビュー。

2018年
- 7月25日、上々軍団のシングル『仲間』に新沼希空・岸本ゆめの・秋山眞緒とともにつばきファクトリーから参加。さわやか五郎・岸本・小野田によるユニット「乙女マンジ学園」として「感謝感激マジマンジ」を歌唱。

## 人物
- メンバーカラーはピーチ[12]。
- 血液型O型。身長153.2 cm[13]。
- 目標の先輩は松浦亜弥[14]。以前は元℃-uteの岡井千聖の名前も挙げていた[15]。
- 特技はピアノとそろばん。そろばんは二段の腕前。
- つばきファクトリーで一番好きな楽曲に「うるわしのカメリア」、またハロー!プロジェクト全体では、松浦亜弥の「♡桃色片想い♡」を挙げている[14]。
- 上々軍団のさわやか五郎から、透明感が新鮮なイカくらいあったという理由で「イカちゃん」というニックネームを付けられている[16][17]。
- ハロプロメンバーの中では特に握力が強いことで知られる。

## 作品

### 楽曲
- サヨナラチュー（2015年、『コピンクス!』10thシーズンオープニング曲） - 歌：小野田紗栞[5]
- 感謝感激マジマンジ（2017年、コント上の仮想アイドルグループの仮想デビューシングル） - 歌：乙女マンジ学園[注 1]

### シングル
- 上々軍団「仲間」（2018年7月25日、zetima、EPCE-7420）[18][11]
  - #3 感謝感激マジマンジ - 歌：乙女マンジ学園（沢ごろ美・きしもん・さおりん）[注 1]

## 出演

### コンサート
- ハロプロ研修生 発表会 2014〜11・12月の生タマゴShow!〜（2014年11月29日・12月6日・29日、Zepp Nagoya・Zepp Tokyo・森ノ宮ピロティホール）[19]
- ハロプロ研修生 発表会 2015〜3月の生タマゴShow!〜（2015年3月8日・14日・22日、Zepp Tokyo・御堂会館・東別院ホール）
- ハロプロ研修生 発表会 2015 〜春の公開実力診断テスト〜（2015年5月4日、中野サンプラザ）
- ハロプロ研修生 発表会 2015〜6月の生タマゴShow!〜（2015年6月14日・20日・27日、Zepp Tokyo・Zepp Nagoya・Zepp Namba）
- ハロプロ研修生 発表会 2015〜9月の生タマゴShow!〜（2015年9月6日・13日・19日、Zepp Tokyo・Zepp Namba・Zepp Nagoya）
- モーニング娘。'15 コンサートツアー秋〜PRISM〜（2015年10月3日 - 12月8日） - 一岡伶奈・井上ひかる・船木結・小野田紗栞・堀江葵月・高瀬くるみの6名がオープニングアクトとして帯同[6]
- ハロプロ研修生 発表会 2015〜11月・12月の生タマゴShow!〜（2015年11月28日・12月12日・13日、Zepp Nagoya・Zepp Tokyo・Zepp Namba）
- Hello! Project 研修生発表会 2016 2月・3月 〜SINGING!〜（2016年2月13日・28日・3月6日、Zepp Tokyo・Zepp Nagoya・Zepp Namba）
- モーニング娘。'16コンサートツアー春〜EMOTION IN MOTION〜（2016年3月26日 - ） - 加賀楓・小野田紗栞・橋本渚・小野瑞歩・金津美月・清野桃々姫の6名がオープニングアクトとして帯同[7][8]
- Juice=Juice LIVE MISSION 220 〜Code3 Special→Growing Up!〜（2016年4月16日・5月3日・4日・14日） - 加賀楓・小野田紗栞・橋本渚・島野萌々子・小野瑞歩・金津美月の6名がオープニングアクトとして帯同[9]
- ハロプロ研修生 発表会 2016 〜春の公開実力診断テスト〜（2016年5月5日、中野サンプラザ）
- Hello! Project 研修生発表会 2016 6月 〜EXCITING!〜（2016年6月4日・5日・14日、Zepp Namba・Zepp Nagoya・Zepp Tokyo）

### イベント
- さわやか五郎 35thバースデーイベント 〜悪あガキ〜（2017年9月11日、TOKYO FM HALL）[20][21]
- 鈴木啓太 36thバースデーイベント 〜ケーキにポエムを添えて〜（2018年5月23日、スクエア荏原ひらつかホール）[22][23]

### 舞台
- 演劇女子部「遙かなる時空の中で6 外伝 〜黄昏ノ仮面〜」（2019年6月6日 - 23日、サンシャイン劇場・メルパルクホール）[24] - ルードハーネ 役

### テレビ
- We Can☆47（2011年4月25日 - 2013年3月31日、BSフジ） - We Can☆47メンバー 3期生
- コピンクスCOSMOS（2016年4月 - 2018年3月、静岡朝日テレビ） - メインキャラクター・サオリの声を担当
- つばきファクトリー岸本ゆめのの 2022 年で逢いましょう with Saori（小野田紗栞）（2021年12月31日、BSスカパー!）[25]

## 書籍

### 写真集
- 紗栞（2021年12月17日、オデッセー出版、撮影：根本好伸） ISBN 978-4-908643-70-5[26]

## 所属グループ・ユニット
- つばきファクトリー（2016年 - ）
- シャッフルユニット
  - ハロプロ・オールスターズ（2018年 - 2020年）
- 企画ユニット
  - 乙女マンジ学園（2017年 - ）[注 1]